# Cicurina mckenziei
Cicurina mckenziei là một loài nhện trong họ Dictynidae.
Loài này thuộc chi Cicurina. Cicurina mckenziei được Willis J. Gertsch miêu tả năm 1992.